# کشتی مین‌جمع‌کن کلاس بی
کشتی مین‌جمع‌کن کلاس بی (به انگلیسی: Bay-class minesweeper) یک کلاس از کشتی است که طول آن ۱۵۲ فوت (۴۶ متر) می‌باشد.